# Listă de pictori australieni
Aceasta este o listă de pictori australieni:

## A
- Howard Arkley

## B
- Charles Blackman
- Peter Booth
- Arthur Boyd

## C
- Noel Counihan

## D
- Sir William Dobell
- Ken Done
- Sir Russell Drysdale

## F
- Donald Friend

## H
- Joy Hester
- Sir Hans Heysen
- Nora Heysen

## L
- Norman Lindsay

## M
- Lewis Miller

## N
- Albert Namatjira
- Sir Sidney Nolan

## P
- Margaret Preston

## R
- Tom Roberts

## S
- Heather Shimmen
- Jeffrey Smart
- Sir Arthur Streeton

## T
- Albert Tucker

## W
- Brett Whiteley